# شفت (گیاه‌شناسی)

نموداری از یک نمونه میوهٔ شفت (هلو)

شَفت، میوهٔ هسته‌دار یا دروپ (به انگلیسی: Drupe) در گیاه‌شناسی به میوه‌ای گفته می‌شود که یک پوستهٔ نازک ، میانه‌ای گوشتی و یک هستهٔ سخت دارد که نگهدارندهٔ دانهٔ آن است.
شفت میوهٔ گوشتی ناشکوفایی است که دانهٔ منفرد آن درون یک درون‌بَر سُفت محصور است. از این‌گونه میوه‌ها می‌توان به هلو، آلو، خرما، پسته، انبه، زردآلو و قهوه اشاره کرد.

## نگارخانه

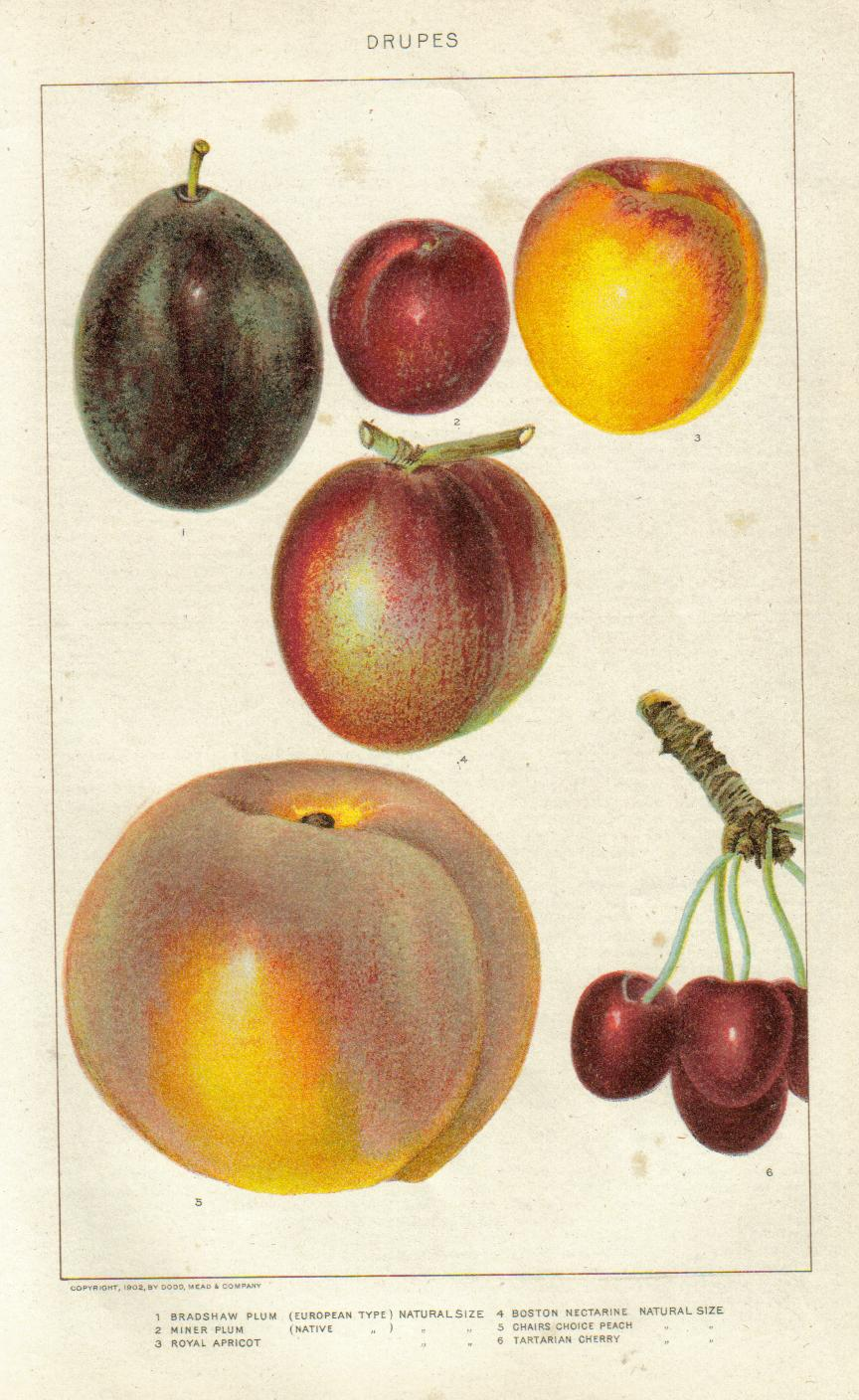
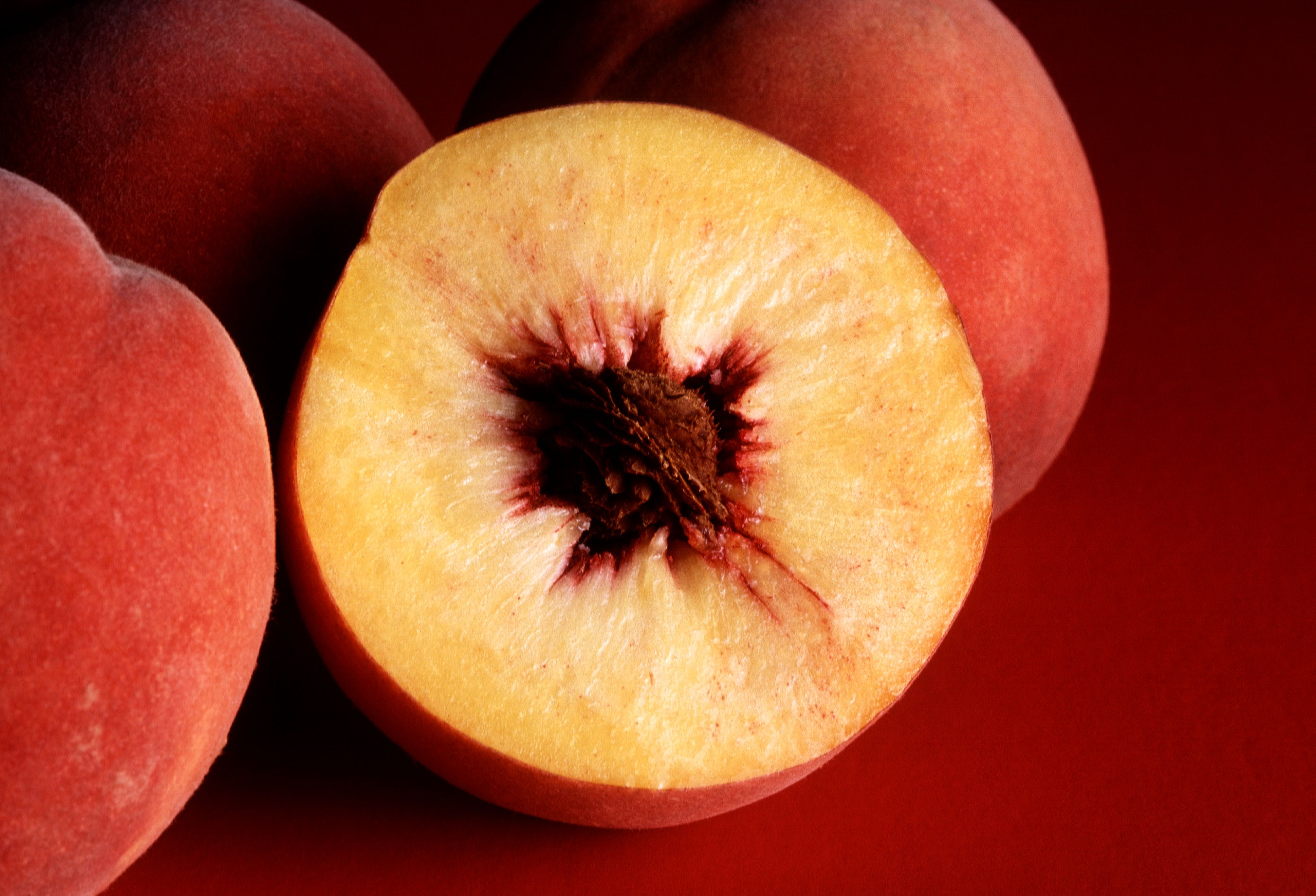
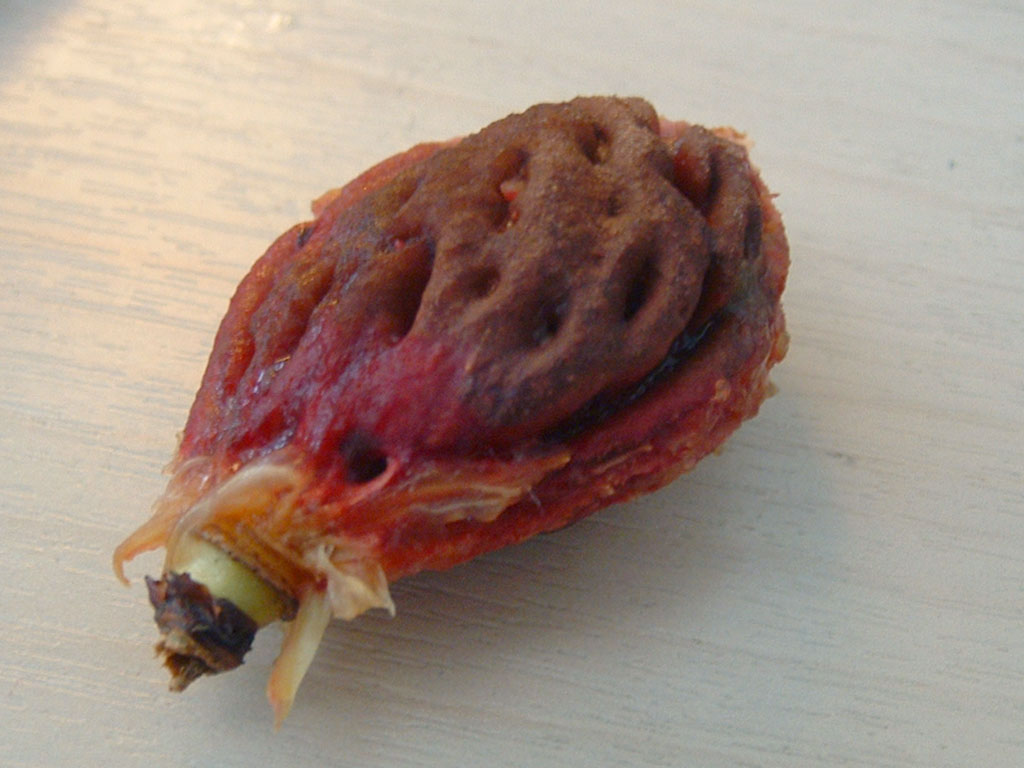
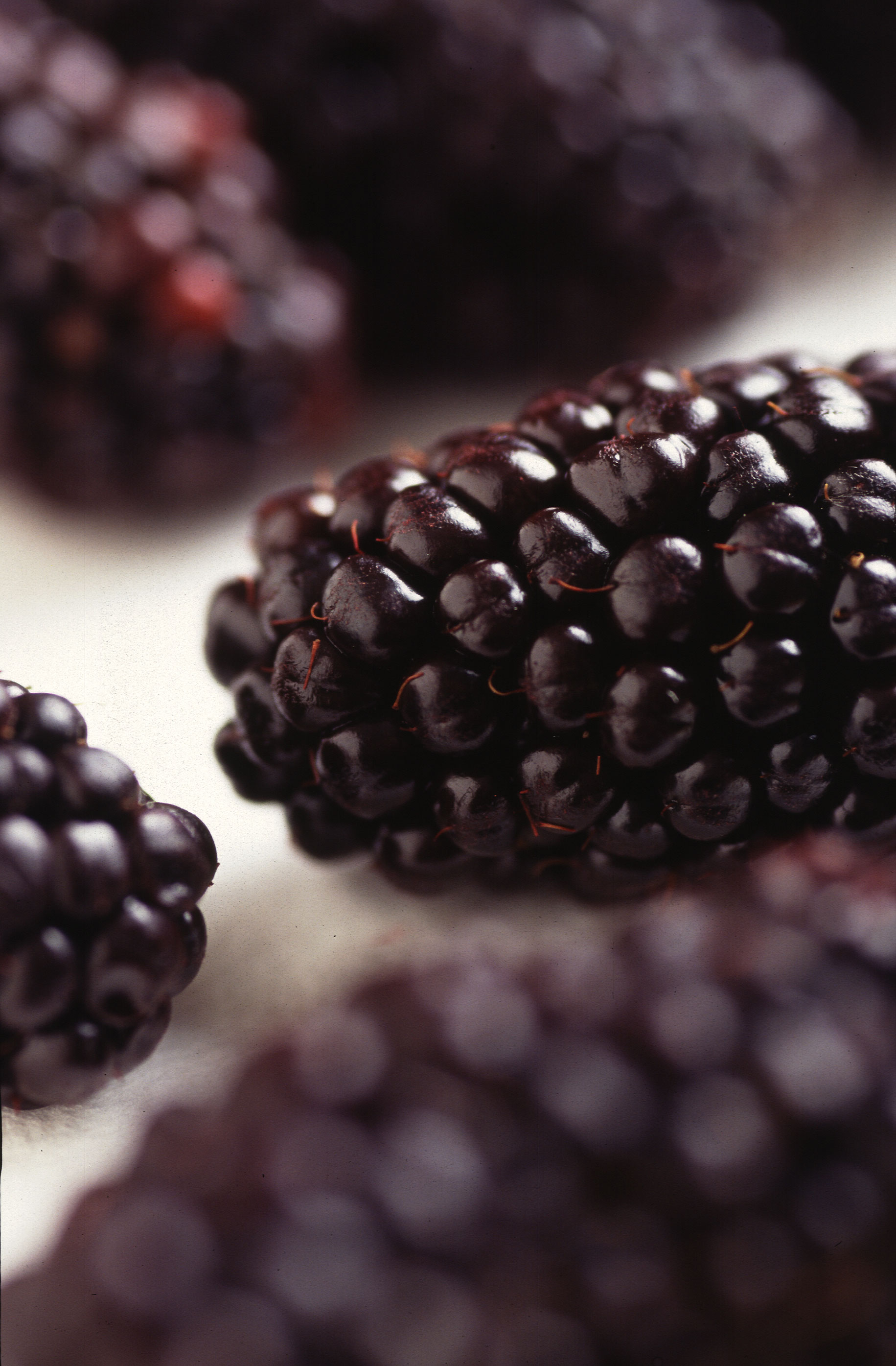